# Rüdiger Andreßen

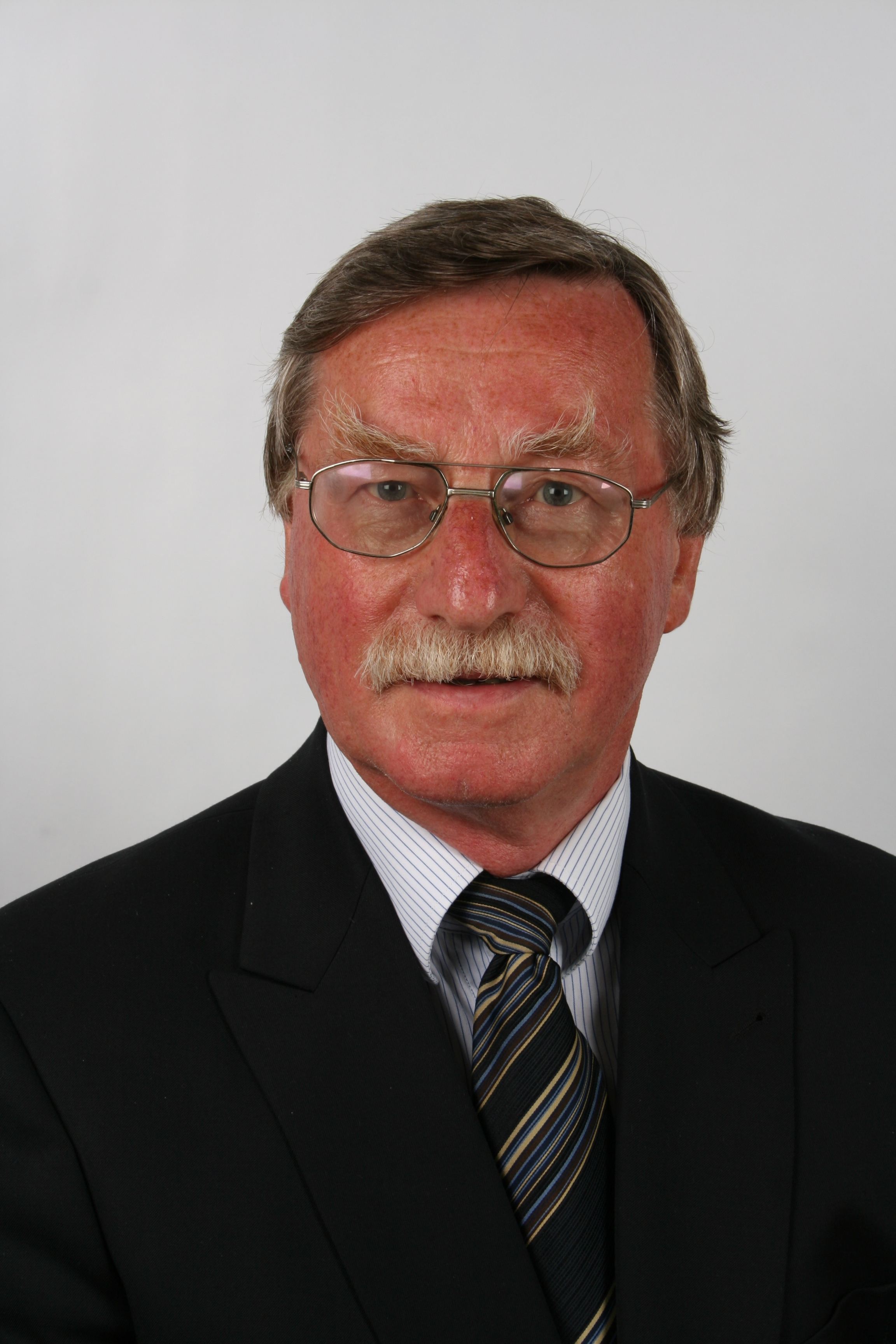
Rüdiger Andreßen

Rüdiger Andreßen (* 17. Juni 1936 in Kiel) ist Diplomvolkswirt, Betriebswirt (FH) und Hochschullehrer.

## Leben

### Familie
Rüdiger Andreßen wurde als Sohn des aus Kiel stammenden Paul Andreßen und dessen Frau Helene von Arnim aus Milmersdorf/Brandenburg geboren. Sein Vater fiel 1945 im Zweiten Weltkrieg. Er ist verheiratet mit der Diplom-Volkswirtin und Ärztin Cordelia Andreßen. Das Paar hat drei Kinder.

### Ausbildung und Beruf
Von 1943 bis 1950 besuchte er die Volksschule, wechselte dann auf die Mittelschule, die er 1954 mit der Abschluss der Mittleren Reife verließ. In dem gleichen Jahr begann er eine Lehre bei der Textileinzelhandelsfirma Ferdinand Meislahn in Kiel, die er 1957 mit dem Handelsgehilfenbrief abschloss. Danach besuchte er ein Jahr lang einen Lehrgang für Textilindustriekaufleute an der Textilfach- und Ingenieurschule Neumünster, den er 1958 mit einer staatlichen Abschlussprüfung erfolgreich beendete. Von 1959 bis 1960 war er als Mitarbeiter in der Verkaufsabteilung der Karl Freudenberg Veledon-Werke in Weinheim an der Bergstraße tätig. Danach wechselte er bis 1962 in den Gesamtverband der Leinenindustrie nach Bielefeld und wurde Assistent des Geschäftsführers. 1963 übernahm er neue Aufgaben im Textilwerk Carl Weber und Co. in Oerlinghausen bei Bielefeld. Dort war bis 1967 beschäftigt, leitete die Verwaltungsabteilung mit der Betriebs- und Lohnabrechnung, stieg später zum Direktionsassistenten und Verkaufsleiter auf.
Von 1967 bis 1970 studierte Rüdiger Andreßen Betriebswirtschaft an der höheren Wirtschaftsfachschule in Kiel, die später in Fachhochschule für Wirtschaft umbenannt wurde. Dieses Studium schloss er als Diplom-Betriebswirt (FH) ab. Noch im gleichen Jahr schrieb er sich in den Fachbereich Wirtschaftswissenschaften an der Christian-Albrechts-Universität zu Kiel ein. 1975 legte seine Prüfung als Diplom-Volkswirt ab. Zur Finanzierung seines Studiums arbeitete er von 1970 bis 1972 als Revisionsassistent bei der Norddeutschen-Treuhand-Union und der Steuerberatungssozietät Dr. W. Rudloff und M. Seemann in Kiel, anschließend als wissenschaftliche Hilfskraft am Lehrstuhl für Betriebswirtschaftslehre bei Klaus Brockhoff. Nach dem Studium, 1975, stellte er, gemeinsam mit seinem Kollegen Günter Gers, innerhalb von nur zwei Jahren die in Behörden übliche kameralistische Buchführung des Universitätsklinikums Schleswig-Holstein auf die kaufmännische Buchführung um. 1977 berief ihn das Sozialministerium Schleswig-Holstein in das Forschungsvorhaben „Personalbedarfsermittlungsverfahren - PBEV“, das bis 1982 befristet war und die wissenschaftlichen Grundlagen für die spätere Entwicklung der „Diagnosis Related Groups – DRG/Fallpauschalen“ bildete. Das Projekt wurde in mehreren Bundesländern in jeweils unterschiedlichen Krankenhausabteilungen (Innere, Chirurgie usw.) durchgeführt. Nach Abschluss des Projekts in Schleswig-Holstein unterstützte er ein Jahr lang den Gesundheitssenator der Freien und Hansestadt Bremen in freier wissenschaftlicher Tätigkeit (1982–1983). Er bereitete die dort gewonnenen wissenschaftlichen Ergebnisse als Landesbeitrag für den Abschlussbericht des Bundesforschungsvorhabens auf.

### Lehraufträge, Dozenturen und Professuren
Von 1982 bis 1992 übernahm er Lehraufträge an der Wirtschaftsakademie Schleswig-Holstein und der Fachhochschule Kiel. Darüber hinaus lehrte der Wirtschaftswissenschaftler von 1987 bis 1992 an der Fachhochschule für Technik in Kiel im Hauptstudium. Von 1984 bis 1988 übernahm er eine hauptamtliche Gastdozentur an der Fachhochschule für Wirtschaft in Berlin in den Fachbereichen Allgemeine Betriebswirtschaft und Rechnungswesen. Zur gleichen Zeit erwarb er neben seinen Lehrtätigkeiten die „Britische Automobile Service und Vertriebs-GmbH im Zentrum“ und leitete als Geschäftsführender Gesellschafter von 1985 bis 1987 das Unternehmen.
Nach der „Wende“ war Rüdiger Andreßen an der Umwandlung der ehemaligen Hochschule für Ökonomie Bruno Leuschner der DDR in die Fachhochschule für Technik und Wirtschaft in Gründung (Berlin-Karlshorst) wesentlich beteiligt. Vom Wintersemester 1991 an lehrte er dort als Gastdozent. Als Koordinator für die Facheinheit Rechnungswesen gehörten die Erarbeitung der Curricula und die fachliche Betreuung der Lehrbeauftragten zu seinen Aufgaben.
Außerdem gestaltete er maßgeblich den Aufbau eines Fernstudiums zum Diplom-Kaufmann (FH) bzw. Diplom-Kauffrau (FH) für die fünf neuen Bundesländer mit. Der Ökonom erstellte die Curricula einschließlich Zeitplanung für das Grundstudium Rechnungswesen I und II sowie für den Studienschwerpunkt Rechnungswesen und Controlling im Hauptstudium. Diese Fernstudiengruppen leitete er drei Jahre lang selbst und führte die Kandidaten mit Aufgabenheften und Präsenzveranstaltungen sowie der Begleitung und Bewertung der jeweiligen Diplomarbeiten zum Abschluss.
1993 berief die Fachhochschule Lausitz des Landes Brandenburg in Cottbus Rüdiger Andreßen zum C3-Professor für Betriebswirtschaftslehre, Rechnungswesen und Controlling. Dort lehrte er bis 1994 parallel zu seinen Aufgaben in Berlin-Karlshorst. In dem gleichen Jahr kehrte er an die Fachhochschule für Technik und Wirtschaft zurück, nachdem er dort eine Berufung auf eine C3-Professur für Betriebswirtschaftslehre, Rechnungswesen und Controlling erhalten hatte, und blieb dort bis 2001.
Parallel zu dieser Professur übernahm er von 1997 an Lehrtätigkeiten an der deutschsprachigen Fakultät für Wirtschaft und Recht der Georgischen Technischen Universität (GTU) in Tbilisi. Nach seiner Emeritierung in Berlin Mitte im Jahr 2001 wurde er vom Wissenschaftlichen Rat der GTU zum Universitätsprofessor für Volkswirtschaftslehre und spezielle Fragen der Betriebswirtschaftslehre berufen. 1998 verlieh ihm diese Universität die Ehrendoktorwürde, die 1999 durch den Minister für Bildung, Wissenschaft, Forschung und Kultur des Landes Schleswig-Holsteins nostrifiziert wurde.
Von 2007 bis 2010 baute er im Rahmen einer Professur an der Freien Universität Zugdidi in Georgien eine deutschsprachige Fakultät auf. Auch diese Hochschule verlieh ihm die Ehrendoktorwürde. Und noch eine Professur sollte folgen. Von 2008 lehrte er parallel zu seinen anderen Lehrtätigkeiten als Fullprofessor an der Grigol-Robakidse-Universität in Tiflis. 2018 kehrte er nach über 20 Jahren Lehrtätigkeit in Georgien endgültig in seine Heimatstadt Kiel zurück.

## Engagement
Rüdiger Andreßen wirbt für eine traditionsgerechte Wahrnehmung und Wertschätzung des Kieler Schlosses. In diesem Bereich ist er seit Jahren ehrenamtlich tätig. 2015 gründete er den „Freundeskreis Kieler Schloss“. 2017 gab Rüdiger Andreßen das Buch „Das Kieler Schloss. Residenz im Herzen der Stadt“ heraus.